# Adatepe-Talsperre
Die Adatepe-Talsperre (türkisch Adatepe Barajı) ist eine Talsperre am Fluss Göksun Çayı 20 km östlich der Stadt Göksun in der Provinz Kahramanmaraş im Süden der Türkei.
Die Adatepe-Talsperre wurde in den Jahren 1995–2013 mit dem Zweck der Bewässerung errichtet.
Das Absperrbauwerk, ein Steinschüttdamm mit Lehmkern, hat eine Höhe von 89 m über Talsohle und 95 m über Gründungssohle.
Das Dammvolumen beträgt 5,4 Mio. m³ (nach anderen Quellen 4,6 Mio. m³).
Der Stausee bedeckt bei Normalstau eine Fläche von 18,6 km². Der Speicherraum beträgt 500 Mio. m³. 
Die Talsperre ist für die Bewässerung einer Fläche von 35.840 ha ausgelegt.